# ケイト・ベディングフィールド
ケイト・ベディングフィールド（Katherine Joan Bedingfield、1981年10月29日 - ）は、アメリカ合衆国のスポークスパーソン。元ホワイトハウス広報部長。2020年の大統領選挙ではジョー・バイデンの選挙対策副本部長を務めた。

## 経歴
ジョージア州フルトン郡サンディ・スプリングスに生まれ育った。サンディ・スプリングス・ミドル・スクールに進学し、リヴァーウッド高校を卒業した。バージニア大学で学士を取得した。
2006年12月に民主党の元上院議員のジョン・エドワーズが次期大統領選挙への出馬表明をすると、エドワーズの選挙対策本部でスポークスパーソンを務めた。エドワーズは予備選挙でバラク・オバマやヒラリー・クリントンらとの戦いに敗れ、2008年1月30日に選挙から撤退した。
2008年11月の上院議員選挙で、ベディングフィールドは、ニューハンプシャー州から出馬したジーン・シャヒーンの選挙対策本部のディレクターを務めた。シャヒーンはこの選挙で共和党現職のジョン・E・スヌヌを打ち破り、初当選した。
2011年11月、映画関係の業界団体「モーション・ピクチャー・アソシエーション」に勤務。スポークスパーソンや広報の仕事を行った。
2015年、副大統領だったジョー・バイデンの広報部長に任命された。また、バラク・オバマ大統領の下で、メディア関連の部局などで要職を務めた。

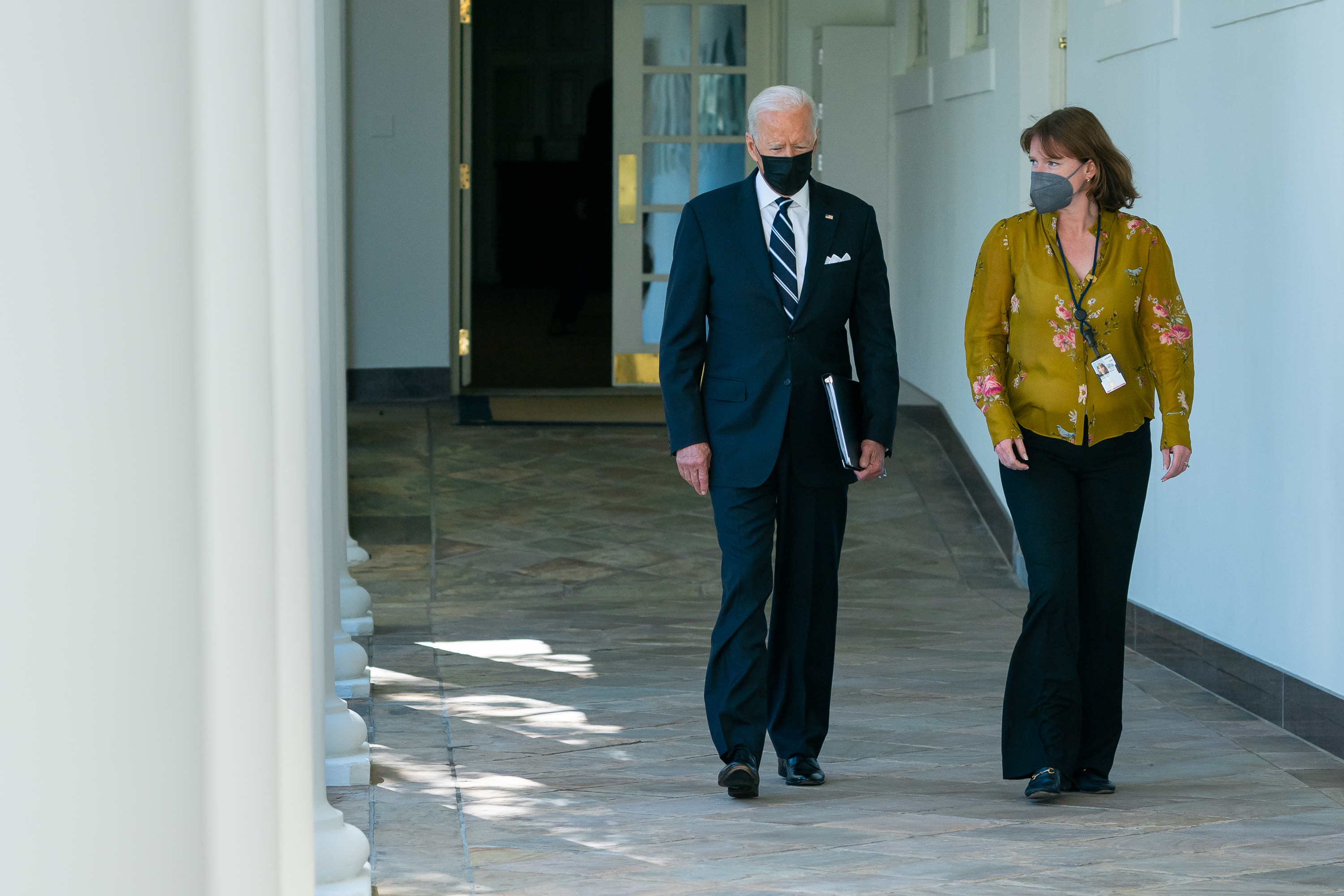
ジョー・バイデン大統領とベディングフィールド（2021年8月）

2019年4月25日、バイデンは2020年アメリカ合衆国大統領選挙の民主党予備選挙への出馬を表明。2020年春に党指名を確実にすると、バイデンはベト・オルーク元下院議員の選対本部長を務めていたジェニファー・オマリーディロン（Jen O'Malley Dillon）を自身の選対本部長に抜擢。さらにベディングフィールドが選対副本部長に起用された。広報戦略でバイデンを支えたのも陣営顧問のアニタ・ダン、シモーン・サンダースの二人の女性であった。
2020年9月、『フォーチュン』誌は、この年の「40 Under 40（40歳以下の40人）」を発表。ベディングフィールドは同誌が考える「最も影響力のある若者のリーダー40人」の一人に選ばれた。
2020年11月29日、次期大統領のバイデンと次期副大統領のカマラ・ハリスは、ホワイトハウスの広報チームを構成する高官7人の顔ぶれを発表。ジェン・サキがホワイトハウス報道官に、ベディングフィールドがホワイトハウス広報部長に起用され、すべての主要ポストが女性で占められた。2021年1月20日、バイデン政権発足とともに同職に就任。2022年7月6日、ホワイトハウスはベディングフィールドが同月下旬に退任すると発表したが、数週間後、ベディングフィールドが退任しないことを発表した。2023年2月10日、ホワイトハウスはベディングフィールドが近く退任すると発表した。

## 私生活
2013年1月にワシントンD.C.で結婚。夫と二人の子供と暮らしている。